# 小小瑜的鬧鬧

專輯封面

小小瑜的鬧鬧，為歌手張芯瑜於2006年11月17日正式發行的專輯，內有10首歌曲，其中第一首主打歌《鬧鬧》，更找來了女子團體「Sweety」一起合作。

## 曲目
- 10:10
- 鬧鬧(與Sweety合唱) (獨唱版本為星蘋果樂園主題曲)
- 愛的變化球
- 戀愛泡泡
- 練習忘記你
- 今天 明天 永遠
- 換掉
- 女孩和男孩
- 小星星
- 雨季開始了 (星蘋果樂園片尾曲)